# Stratencircuit Long Beach

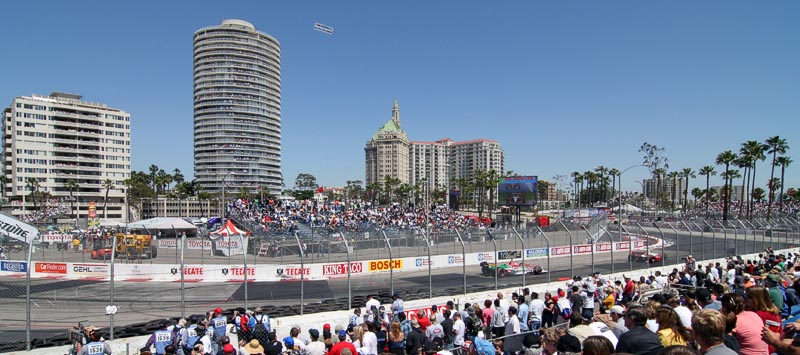
Long Beach.

Het Circuit van Long Beach is een stratencircuit in Long Beach, Californië, dat vanaf 2008 op de Indy Racing League kalender staat. Na de hereniging met de Champ Car series werd dat jaar een race gehouden met de voormalige Champ Car coureurs, de race telde mee voor het Indy Racing League kampioenschap. De IndyCar rijders reden op dezelfde dag de race op het Japanse Twin Ring Motegi. Vanaf 2009 staat het circuit op de reguliere IndyCar kalender.
Vanaf 1984 tot 2007 stond dit circuit op de kalender van de Champ Car series. Al Unser Jr. is recordhouder met zes overwinningen op Long Beach. De laatste drie Champ Car races werden gewonnen door de Fransman Sébastien Bourdais.
In 1975 werd er een eenmalige Formule 5000 race gehouden en van 1976 tot 1983 stond dit circuit op de Formule 1 kalender als de Grote Prijs van de Verenigde Staten, West. Drievoudig wereldkampioen Nelson Piquet won er in een Brabham zijn eerste race. Mario Andretti won de Grote Prijs in 1977 en won hier nog drie keer, maar dan in de Champ Car series. Clay Regazzoni had een ernstig ongeval op dit circuit in 1980, waardoor er een abrupt een einde kwam aan zijn Formule 1-carrière.

## Winnaars

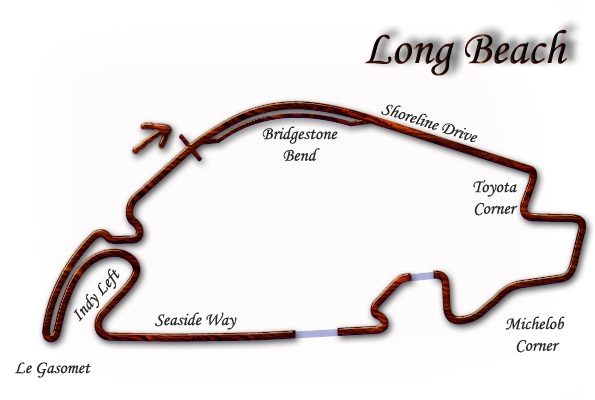
Long Beach GP Circuit (1983)

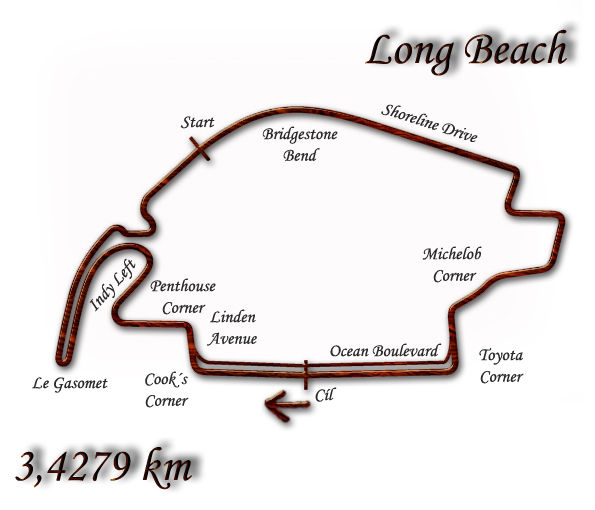
Long Beach GP Circuit (1982)

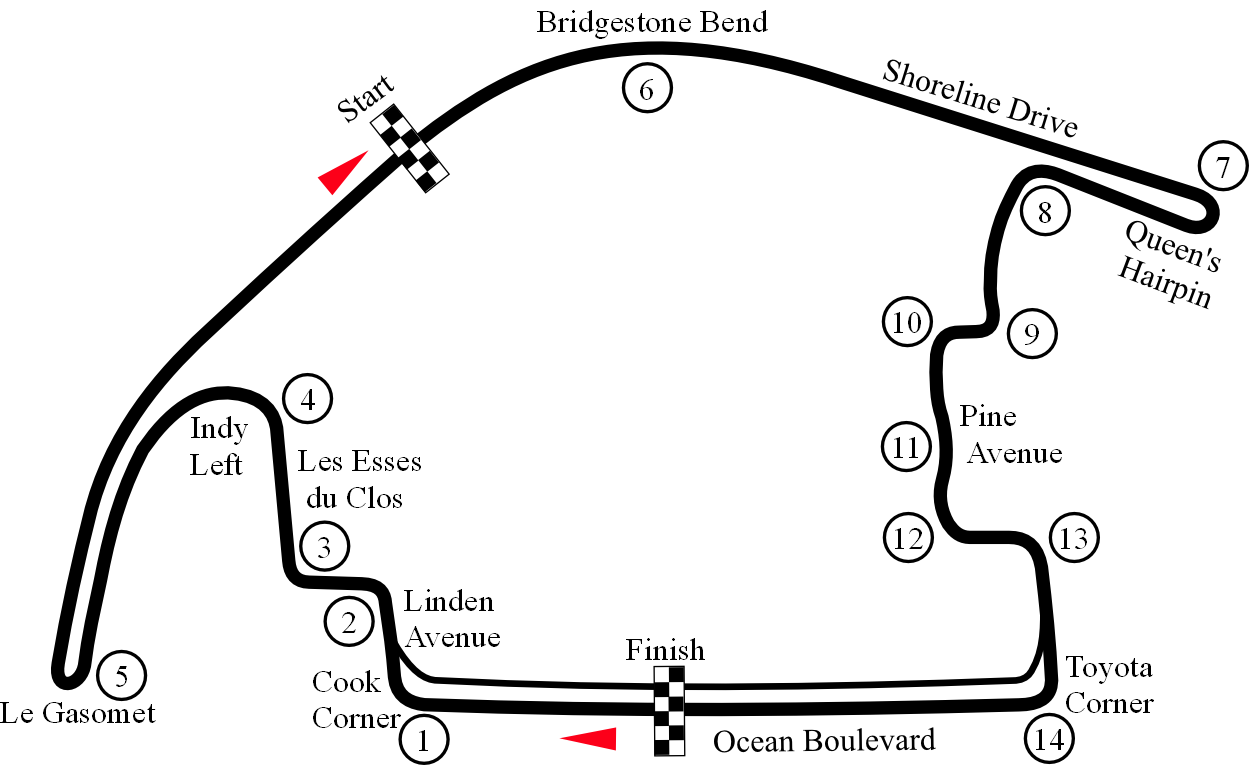
Long Beach GP Circuit (1978-1981)

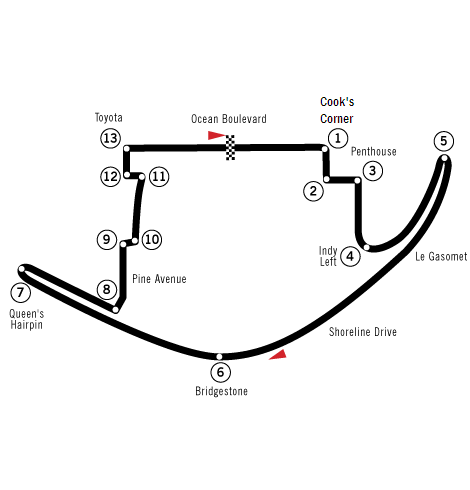
Long Beach GP Circuit (1976-1977)

Winnaars op het circuit voor een race uit de Formule 1 kalender.
| Jaar | Rijder            |
| ---- | ----------------- |
| 1976 | Clay Regazzoni    |
| 1977 | Mario Andretti    |
| 1978 | Carlos Reutemann  |
| 1979 | Gilles Villeneuve |
| 1980 | Nelson Piquet     |
| 1981 | Alan Jones        |
| 1982 | Niki Lauda        |
| 1983 | John Watson       |

Winnaars op het circuit voor een race uit de Champ Car kalender.
| Jaar | Rijder             |
| ---- | ------------------ |
| 1984 | Mario Andretti     |
| 1985 | Mario Andretti     |
| 1986 | Michael Andretti   |
| 1987 | Mario Andretti     |
| 1988 | Al Unser Jr.       |
| 1989 | Al Unser Jr.       |
| 1990 | Al Unser Jr.       |
| 1991 | Al Unser Jr.       |
| 1992 | Danny Sullivan     |
| 1993 | Paul Tracy         |
| 1994 | Al Unser Jr.       |
| 1995 | Al Unser Jr.       |
| 1996 | Jimmy Vasser       |
| 1997 | Alex Zanardi       |
| 1998 | Alex Zanardi       |
| 1999 | Juan Pablo Montoya |
| 2000 | Paul Tracy         |
| 2001 | Hélio Castroneves  |
| 2002 | Michael Andretti   |
| 2003 | Paul Tracy         |
| 2004 | Paul Tracy         |
| 2005 | Sébastien Bourdais |
| 2006 | Sébastien Bourdais |
| 2007 | Sébastien Bourdais |

Winnaars op het circuit voor een race uit de IndyCar Series.
| Jaar | Rijder            |
| ---- | ----------------- |
| 2008 | Will Power        |
| 2009 | Dario Franchitti  |
| 2010 | Ryan Hunter-Reay  |
| 2011 | Mike Conway       |
| 2012 | Will Power        |
| 2013 | Takumo Sato       |
| 2014 | Mike Conway       |
| 2015 | Scott Dixon       |
| 2016 | Simon Pagenaud    |
| 2017 | James Hinchcliffe |
| 2018 | Alexander Rossi   |
| 2019 | Alexander Rossi   |
| 2021 | Colton Herta      |
| 2022 | Josef Newgarden   |
| 2023 | Kyle Kirkwood     |